# Барби као Златокоса
Барби као Златокоса (енгл. Barbie as Rapunzel) је канадско−амерички рачунарски анимирани бајковити филм из 2002. године, у режији Овена Харлија и копродукцији Mainframe Entertainment и Mattel Entertainment. Објављен је на DVD-у 1. октобра 2002, а телевизијску премијеру је имао 24. новембра 2002. године на Nickelodeon-у.
Други је филм у филмском серијалу Барби. Прича је адаптирана из немачке бајке „Златокоса”. Глас Барби позајмљује Кели Шеридан.
Барби као Златокоса је номинована за осам награда за премијеру на DVD-у, освојивши награду за најбољу оригиналну музику и најбољу изведбу анимираног лика за свог главног антагонисту, Готел.
У Србији, филм је премијерно објавила издавачка кућа Millennium Film & Video на DVD-у 2003. године, са хрватском и словеначком синхронизацијом. Прву српску синхронизацију је 2008. године радио студио Кларион за канал Minimax, а другу 2012. године студио Идеограм за телевизију Happy.

## Радња
Барби прича причу својој млађој сестри Кели, која је несигурна у своје сликарске способности.
Златокоса је млада жена са дугом косом до пода, која живи као слушкиња зле вештице Готел, на имању у шуми, ограђеним магичним зидом. Једини пријатељи су јој Пенелопи, млади змај и Хоби, узнемирени зец. Проводи време сликајући места на која сања да оде када једног дана буде слободна. Готел не одобрава ово, оптужујући Златокосу да је незахвална јер ју је наводно спасила од напуштања као бебу.
Једног дана, Златокоса и њени пријатељи случајно отварају тајни пролаз у подрум где Златокоса проналази поклон од својих биолошких родитеља: сребрну четку за косу са угравираном поруком која потврђује њихову љубав према њој, за први рођендан. Ово наводи Златокосу да посумња у Готелину причу. Кроз тунел, Златокоса одлази у краљевство напољу, где спасава принцезу Катрину из јаме уз помоћ њеног старијег брата, принца Стефана. Он јој каже да је замку поставио краљ Вилхелм, владар противничког краљевства, који је у сукобу са Стефановим оцем, краљем Фридрихом. Златокоса одлази у журби, не сазнавши Стефаново име, како Готел не би открила њен нестанак. Међутим, Готелин љубимац, твор Ото, који ју је пратио, обавештава своју газдарицу да је Златокоса упознала мушкарца. Када Златокоса инсистира да не зна његово име, Готел уништи њене слике и претвара њену собу у високу кулу, а Пенелопин отац Хуго је задужен да се побрине да она не побегне. Док Златокоса спава, четка за косу се магично претвара у четкицу за сликање.
Када Златокоса покуша да користи четкицу, на њеном зиду се магично појављује мурал краљевства, који ради као портал. Златокоса то користи да поново сретне Стефана, иако инсистира да јој не каже своје име, из страха од Готел. Стефан јој даје позивницу за маскенбал те вечери. Назад у кули, Златокоса слика себи прелеп костим. Нажалост, Ото украде Златокосину позивницу и носи је својој газдарици. Готел одсеца Златокосину косу, разбија четкицу и уништава портал до краљевства. Када Златокоса поново каже да не зна Стефаново име, Готел баца чини на кулу да никада не ослободи свог лажљивог затвореника.
Уз помоћ својих пријатеља, Златокоса бежи из куле јер никада није лагала да не зна Стефаново име и лети на Пенелопи до краљевства. На балу, прерушена Готел са Златокосином косом напада Стефана. Краљ Вилхелм се такође ушуња у замак и оптужује Фредерика да му је киднаповао ћерку пре много година, што је и извор сукоба. Готел открива да је она отела Вилхелмову ћерку, Златокосу, због њене неузвраћене љубави према њему, желећи да краљевства униште једно друго. Златокоса долази и Вилхелм је препознаје као своју ћерку. Она успе да превари Готел да утрчи у слику куле коју је раније насликала на вратима у дворишту замка, где остаје заувек затворена због својих лажи.
Златокоса је поново спојена са својим биолошким родитељима и удаје се за Стефана. Сукоб се завршава и два краљевства су уједињена. На крају, Кели се осећа боље и почиње да слика, након што је Барби подсети да је креативност права магија уметности.

## Улоге
| Лик             | Оригинални глас   | Српски глас (Кларион)        | Српски глас (Идеограм) |
| --------------- | ----------------- | ---------------------------- | ---------------------- |
| Барби/Златокоса | Кели Шеридан      | Биљана Драгићевић Пројковска | Александра Ширкић      |
| Готел           | Анџелика Хјустон  | Ирена Ристић                 | Јадранка Пејановић     |
| Принц Стефан    | Марк Хилдрет      | Трајче Ђорђиев               | Ђорђе Симић            |
| Пенелопи        | Кри Самер         | Зорица Панчић                | Јадранка Пејановић     |
| Хоби            | Ијан Џејмс Корлет | Никола Ристановски           | Зоран Стојић           |
| Хуго            | Дејвид Кеј        | Никола Ристановски           | Зоран Стојић           |
| Ото             | Питер Келамис     | Трајче Ђорђиев               | Ђорђе Симић            |
| Краљ Вилхелм    | Кристофер Гејз    | Трајче Ђорђиев               | Ђорђе Симић            |
| Краљ Фредерик   | Расел Робертс     | Дејан Лилић                  | Зоран Стојић           |
| Кели/Катрина    | Шантал Странд     | Снежана Конеска Руси         | Сања Поповић           |
| Мелоди          | Брит Макилип      | Зорица Панчић                | непознато              |
| Лорена          | Џоселин Луин      | Биљана Драгићевић Пројковска | непознато              |
| Томи            | Дени Макинон      | Трајче Ђорђиев               | непознато              |

## Продукција
Барби као Златокоса био је други филм који је продуцирао Mainframe Entertainment за Mattel, након Барби и Крцко Орашчић (2001). Барби као Златокоса је произведена у периоду од девет месеци. Ликови су анимирани коришћењем Softimage V.3.9, при чему је Maya коришћена за специјалне ефекте. Покрети 15 људских ликова снимани су током 16 дана и креирани помоћу Motion Analysis, EVA и Kaydara Filmbox. Подаци о снимању покрета су такође купљени од LocoMotion Studios у Вимберлију у Тексасу за употребу у анимацији CGI коња. Остали животињски ликови су анимирани помоћу техника кључних кадрова. Извођач за снимање покрета Кејлин Стадник је приказала Барбине покрете.
Златокосине слике су права уметничка дела Аманде Данбар дигитално уметнута у филм. Данбар је пристала да учествује у пројекту јер јој се „свиђа што филм подстиче уметност као вид изражавања”.

## Музика
Барби као Златокоса садржи оригиналну песму „Стална (вечна) као звезда сјај”, коју су написали Роб Хаднат и Арни Рот, а изводи је Џесика Браун. Песма се у филму чује као успаванка од 30 секунди и репризирана је као верзија од 2 и по минута током завршне шпице, након песме „Wish Upon A Star” Саманте Мамбе. Успаванку у обе српске синхронизације изводи Златокосин глас (Биљана Драгићевић Пројковска и Александра Ширкић). „Златокосину тему” изводи Беки Тејлор. Рот је компоновао партитуру, коју је извео Лондонски симфонијски оркестар.
Филм користи Симфонију бр. 9 Антоњина Дворжака, „Из новог света” (познату и као Симфонија новог света), док је музика која се чује када Златокоса посећује село „Волте”, из Терпсихоре Михаела Преторијуса.

## Објављивање
и  су објављени 1. октобра 2002. године.
DVD бонус додаци укључују 26-минутни документарац, „Уметник у мени”, који профилише уметницу Аманду Данбар, заједно са интервјуима деце која коментаришу уметност и шта их инспирише. DVD такође има два интерактивна додатка: игру „Обуци Златокосу” и „Златокосина уметничка галерија”, визуелни обилазак слика познатих уметника који учи разлику између пејзажа, портрета и других стилова сликања.

## Пријем

### Комерцијални пријем
Барби као Златокоса и продаја пратеће робе зарадили су 200 милиона америчких долара 2002. године.

### Критички одговор
Ајлин Клак из Entertainment Weekly-а оценила је Барби као Златокосу са „Б-”. Хвалећи филм као „сјајно приповедање", Лин Хефли из Los Angeles Times-а је написала: „Уметнички рад је предивно приказан, а ликови су необично оживљени кроз вишеслојну причу и гласовне таленте”. Грант Макинтајер из The Globe and Mail назвао је филм „ужитком”, написавши да „има сво узбуђење, идиличне пејзаже, јунаштво, магију, превару и романтику који су жанр бајке учинили омиљеним вековима”.
Рецензирајући филм за South Florida Sun Sentinel, Скот Хетрик је сматрао: „Анимација је софистициранија, боје су далеко живље, а филм је испуњен са више ликова, прича и свеукупне активности” од претходног филма Барби и Крцко Орашчић. Хетрик је похвалио ликове из филма као привлачне и приметио да поред „Златокосе, прича укључује елементе свега од Пепељуге, Ромеа и Јулије и Змајевог срца до Харолда и љубичасте бојице”.
Рецензент за Parenting назвао је Барби као Златокосу „заиста шармантном допуном” оригиналне бајке, допавши му се како „овог пута Златокоса користи главу, не косу, да би стекла слободу”. Критичар Los Angeles Daily News-а, Крис Џ. Паркер, на сличан начин је похвалио поруку филма и Барбин лик као позитиван узор за младе девојке и проценио: „Филм је побољшан саундтреком, који садржи музику коју изводи Лондонски симфонијски оркестар. Компјутерски генерисана анимација је још увек мало неспретна, посебно у овој ери након Шрека. Али је гледљиво, посебно за млађе гледаоце.”
К. Ли Бенсон из The Video Librarian-а назвао је филм „Савременим преокретом класичне бајке који ће очарати Барбиине посвећене млађе обожаватеље (иако мање других)”. Роб Ловинг из The Sun-Herald-а оценио га је са 3 од 5 звездица, написавши: „Шрековска анимација чини да сви личе на лутке, али пред-тинејџери ће волети брбљивог змаја и много магије. Иако помало пресентименталан, резултат и даље има личност”. Рецензирајући филм за Common Sense Media, Трејси Мур је саветовала да родитељи „можда желе да понуде супротност традиционалном наративу бајке овде, али и даље могу да цене фокус на Златокосину доброћудност, њено велико срце, њен нагласак на праћење својих снова и њену поруку о веровању у себе.”

### Награде
| 2002. | Награде за премијеру |                                      |                                  | |            |       |
| 2002. | Награде за премијеру | Најбољи анимирани филм са премијером | Барби као Златокоса              | - Џесика Дарчин - Џенифер Твинер Макарон | Номинација | [ 3 ] |
| 2002. | Награде за премијеру | Најбољи редитељ                      | Барби као Златокоса              | Овен Харли | Номинација | [ 3 ] |
| 2002. | Награде за премијеру | Најбоља оригинална музика            | Барби као Златокоса              | Арни Рот | Освојено   | [ 3 ] |
| 2002. | Награде за премијеру | Најбољи визуелни ефекти              | Барби као Златокоса              | Џејсон Грос | Номинација | [ 3 ] |
| 2002. | Награде за премијеру | Најбољи анимирани лик                | Готел                            | - Анџелика Хјустон (глас) - Џино Нишел (директор анимације) - Себастијан Бродин (директор анимације) - Џин Гилмор (дизајнер лика) - Шон Њутн (дизајнер лика) | Освојено   | [ 3 ] |
| 2002. | Награде за премијеру | Најбоља оригинална песма             | „Стална (вечна) као звезда сјај” | - Џесика Браун - Роб Хаднат (текст/музика) - Арни Рот (текст/музика)                                                                                         | Номинација | [ 3 ] |
| 2002. | Награде за премијеру | Најбоља оригинална песма             | „”                               | - Беки Тејлор - Арни Рот (музика) | Номинација | [ 3 ] |
| 2002. | Награде за премијеру | Најбоља оригинална песма             | „”                               | Саманта Мумба | Номинација | [ 3 ] |